# Слике из живота једног шалабахтера
„Слике из живота једног шалабахтера” је југословенски ТВ филм из 1987. године. Режирао га је Ладислав Виндакијевић а сценарио је написао Звонимир Бајсић

## Улоге
| Глумац             | Улога   |
| ------------------ | ------- |
| Нада Абрус         |         |
| Џевад Алибеговић   |         |
| Влатко Дулић       |         |
| Кораљка Хрс        |         |
| Драган Миливојевић |         |
| Борис Мирковић     |         |
| Јасна Палић        |         |
| Фабијан Шоваговић  |         |
| Јадранка Матковић  | Тајница |